# Światowy Kongres Esperanto w 1908 roku
IV Światowy Kongres Esperanto w 1908 roku – Światowy Kongres Esperanto odbył się w Dreźnie w dniach 17–22 sierpnia 1908 roku.

## Historia
W skład komitetu organizacyjnego kongresu weszli Heinrich Gustav Arnhold, Marie Hankel, Eduard Mybs i Albert Schramm.
W przygotowania do kongresu włączyły się władze Drezna, przydzielając na jego organizację subwencję, dekorując miasto oraz udostępniając salę w Vereinshaus na otwarcie i zamknięcie kongresu. 24 policjantów ukończyło kurs esperanto, aby pomagać uczestnikom w poruszaniu się po mieście. Języka uczyli się również kelnerzy w hotelach i restauracjach. Przed rozpoczęciem obrad zaplanowano otwarcie 15 sierpnia wystawy w Instytucie Technicznym, a w niedzielę 16 sierpnia nabożeństwa w języku esperanto. Oficjalne otwarcie kongresu zaplanowano na 17 sierpnia. W kongresie udział wzięło 2000 esperantystów. Pierwszego dnia obrad mowę powitalną wygłosił Ludwik Zamenhof. Został on też wybrany honorowym prezydentem kongresu. Prezydentem został Eduard Mybs, wiceprezydentami: Marie Hankel i Albert Schramm, sekretarzem generalnym Gaston Moch, sekretarzami lokalnymi: Gabriel Chavet, René Ladevèze i Winckelmann. Wybrano również wiceprezydentów narodowych: francuskiego: Carta, brytyjskiego: Pollena, niemieckiego Schmidta i polskiego Grabowskiego. Po przemówieniach przedstawicieli: Ministerstwa Edukacji Japonii, którym był Simnura (prawdopodobnie chodziło o profesora językoznawstwa Sinmura Iduru. On i Kuroita Kacumi byli pierwszymi Japończykami, którzy uczestniczyli w kongresach), Paul Straub jako przedstawiciel rządu Stanów Zjednoczonych, Pujulà jako przedstawiciel Barcelony, Adolphe Moynier jako przedstawiciel Czerwonego Krzyża. Następnie odczytano przesłane telegramy z pozdrowieniami i kongres zaakceptował propozycję E. Mybsa wysłania telegramu do króla Saksonii Fryderyka Augusta. Po pozdrowieniach przekazywanych przez przedstawicieli narodowych i ogłoszeniach obrady w tym dniu zamknięto. Pozdrowienia przedstawicieli narodowych kontynuowano w dniu następnym. Uczestnicy kongresu spotykali się w sekcjach tematycznych: lekarzy, marynarzy, szachistów itp. Uczestnicy w strojach narodowych wzięli udział w tradycyjnym balu. Na kończącej obrady sesji w dniu 22 sierpnia przedstawiono wyniki obrad sekcji i podjęto decyzje związane z organizacją pracy Komitetu Językowego.
W trakcie obrad odbyła się wycieczka statkiem do Miśni, do Saskiej Szwajcarii, do uzdrowiska Weisse Hich, gdzie latem urządzono kolonię esperantystów. Po raz pierwszy dla uczestników przedstawienie sztuki „Ifigeia w Taurydzie” Goethego przygotował teatr zawodowy z udziałem znanej aktorki Hedwigi Reicher.    